# 徐舍镇
徐舍镇，是中华人民共和国江苏省无锡市宜兴市下辖的一个乡镇级行政单位。

## 行政区划
徐舍镇下辖以下地区：
民主社区、翔圩村、佘圩村、南星村、美栖村、潘东村、潘家坝村、丰台村、并利村、长福村、宜丰村、东岳村、烟山村、鲸塘村、胥藏村、盛家村、堰头村、汤泉村、西墟村、联星村、奖墅村、芳庄村、五牧村和邮堂村。